# ワールド・フェイム100
ワールド・フェイム100（英: World Fame 100）は、アメリカ合衆国のスポーツ専門チャンネルのESPNが2016年から毎年発表している世界で最も有名なアスリート100人をランキングにした一覧である。

## 算出方法
「世界で最も有名なアスリートは誰か？」という問いに対して、ESPNが独自に試算し、世界で最も有名なアスリート100人をランキング化した。2019年版の選考基準は、各選手のGoogleの年間スポンサー収入、TwitterやInstagramなどSNSのフォロワー数であり、Googleなどが利用できない中国の事情なども考慮しつつ、総合的に評価した。2016年版では年俸や償金など競技活動によって得られる収入も評価基準の対象であったが、2017年版からは直接的に知名度に関係しないことや、スポーツによってはサラリーキャップなどの制度もあることから除外した。対象の選手は現役選手のみであることから、ペレやマイケル・ジョーダンなど引退した選手は選出されていない。
なお、あくまで記録としての数字等を考慮した上、調査対象や現役のみといった様々な条件を有するため、人気度に基づいたその年々で最も活躍し影響を与えたランキングと捉えるのが妥当であり、認知度や知名度を表しているわけではない。

## 年間ランキング
各年の上位10選手は以下の通り。全100選手の順位は外部リンクを参照。

### 2019年版
| 順位 | 名前                       | スポーツ         | 国籍           |
| ---- | -------------------------- | ---------------- | -------------- |
| 1    | クリスティアーノ・ロナウド | サッカー         | ポルトガル     |
| 2    | レブロン・ジェームズ       | バスケットボール | アメリカ合衆国 |
| 3    | リオネル・メッシ           | サッカー         | アルゼンチン   |
| 4    | ネイマール                 | サッカー         | ブラジル       |
| 5    | コナー・マクレガー         | 総合格闘技       | アイルランド   |
| 6    | ロジャー・フェデラー       | テニス           | スイス         |
| 7    | ヴィラット・コーリ         | クリケット       | インド         |
| 8    | ラファエル・ナダル         | テニス           | スペイン       |
| 9    | ステフィン・カリー         | バスケットボール | アメリカ合衆国 |
| 10   | タイガー・ウッズ           | ゴルフ           | アメリカ合衆国 |

### 2018年版
| 順位 | 名前                       | スポーツ         | 国籍           |
| ---- | -------------------------- | ---------------- | -------------- |
| 1    | クリスティアーノ・ロナウド | サッカー         | ポルトガル     |
| 2    | レブロン・ジェームズ       | バスケットボール | アメリカ合衆国 |
| 3    | リオネル・メッシ           | サッカー         | アルゼンチン   |
| 4    | ネイマール                 | サッカー         | ブラジル       |
| 5    | ロジャー・フェデラー       | テニス           | スイス         |
| 6    | タイガー・ウッズ           | ゴルフ           | アメリカ合衆国 |
| 7    | ケビン・デュラント         | バスケットボール | アメリカ合衆国 |
| 8    | ラファエル・ナダル         | テニス           | スペイン       |
| 9    | ステフィン・カリー         | バスケットボール | アメリカ合衆国 |
| 10   | フィル・ミケルソン         | ゴルフ           | アメリカ合衆国 |

### 2017年版
| 順位 | 名前                       | スポーツ         | 国籍           |
| ---- | -------------------------- | ---------------- | -------------- |
| 1    | クリスティアーノ・ロナウド | サッカー         | ポルトガル     |
| 2    | レブロン・ジェームズ       | バスケットボール | アメリカ合衆国 |
| 3    | リオネル・メッシ           | サッカー         | アルゼンチン   |
| 4    | ロジャー・フェデラー       | テニス           | スイス         |
| 5    | フィル・ミケルソン         | ゴルフ           | アメリカ合衆国 |
| 6    | ネイマール                 | サッカー         | ブラジル       |
| 7    | ウサイン・ボルト           | 陸上競技         | ジャマイカ     |
| 8    | ケビン・デュラント         | バスケットボール | アメリカ合衆国 |
| 9    | ラファエル・ナダル         | テニス           | スペイン       |
| 10   | タイガー・ウッズ           | ゴルフ           | アメリカ合衆国 |

### 2016年版
| 順位 | 名前                       | スポーツ         | 国籍           |
| ---- | -------------------------- | ---------------- | -------------- |
| 1    | クリスティアーノ・ロナウド | サッカー         | ポルトガル     |
| 2    | レブロン・ジェームズ       | バスケットボール | アメリカ合衆国 |
| 3    | リオネル・メッシ           | サッカー         | アルゼンチン   |
| 4    | ネイマール                 | サッカー         | ブラジル       |
| 5    | ロジャー・フェデラー       | テニス           | スイス         |
| 6    | ケビン・デュラント         | バスケットボール | アメリカ合衆国 |
| 7    | タイガー・ウッズ           | ゴルフ           | アメリカ合衆国 |
| 8    | ヴィラット・コーリ         | クリケット       | インド         |
| 9    | ハメス・ロドリゲス         | サッカー         | コロンビア     |
| 10   | ラファエル・ナダル         | テニス           | スペイン       |